# Abdoulaye Traoré (burkiński piłkarz)
Abdoulaye Traoré (ur. 29 listopada 1974) – burkiński piłkarz grający na pozycji pomocnika.

## Kariera klubowa
Swoją karierę piłkarską Traoré rozpoczął w klubie USFA Wagadugu. W 1998 roku wywalczył z nim mistrzostwo Burkiny Faso oraz zdobył Superpuchar Burkiny Faso.
W 1998 roku Traoré przeszedł do klubu Baniyas SC ze Zjednoczonych Emiratów Arabskich. W sezonie 2000/2001 został wypożyczony do rodzimego ASF Bobo-Dioulasso. W 2006 roku odszedł z Baniyas do malezyjskiego Perak FA. Karierę kończył w 2008 roku w malijskim USFAS Bamako.

## Kariera reprezentacyjna
W reprezentacji Burkiny Faso Traoré zadebiutował w 1997 roku. W 1998 roku został powołany do kadry Burkiny Faso na Puchar Narodów Afryki 1998. Na tym turnieju zajął 4. miejsce. Wystąpił na nim w dwóch meczach: z Kamerunem (0:1) i z Algierią (2:1).